# Gravures rupestres de la région de Djelfa
Les gravures rupestres de la région de Djelfa (Algérie) sont des gravures préhistoriques d'âge néolithique qui ont été signalées dès 1914. Au long de l'Atlas saharien elles font suite à l'ouest aux gravures rupestres du Sud-oranais (régions de Figuig, d'Ain Sefra, d'El-Bayadh, d'Aflou et de Tiaret), auxquelles elles s'apparentent. Des gravures comparables ont été décrites au nord dans la région de Bou Saâda, plus à l'est, dans le Constantinois.

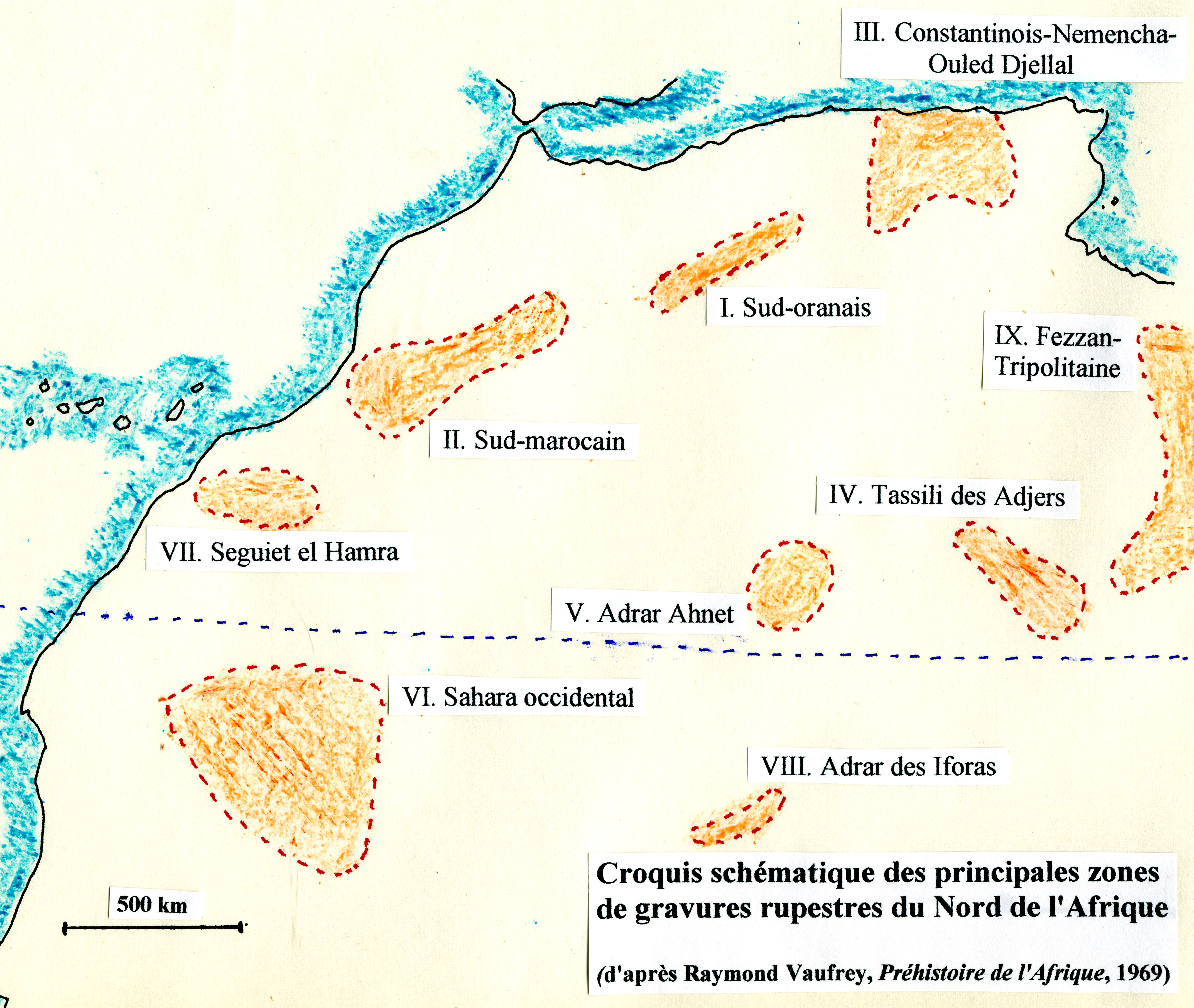
Principales zones de gravures rupestres d'Afrique du Nord.

## Historique
Certaines gravures de la région de Djelfa semblent avoir été connues dès 1850 (El Idrissia). Parmi les plus célèbres celles de Zaccar sont découvertes en 1907 et Flamand décrit en 1914 la station de Daïet es Stel. Au total plus de 1162 gravures ont été découvertes dans la région.
Henri Lhote évoque ces gravures dans l’ouvrage Les Gravures rupestres du Sud-oranais qu'il publie en 1970 dans la série des « Mémoires du Centre de recherches anthropologiques préhistoriques et ethnographiques » (CRAPE) dirigée à Alger par Mouloud Mammeri (Arts et Métiers graphiques, Paris, 210 pages et reproductions photographiques). Pour lui elles ne peuvent pas « être séparées archéologiquement de celles du Sud-oranais, car elles présentent à quelques variantes près le même style, les mêmes formules de technique, les mêmes patines, la même faune » (p. 194). Il serait donc possible de les analyser à partir des hypothèses et de la classification qu'il développe. Les gravures de la région de Djelfa lui apparaissent ainsi comme « des œuvres émigrées, qui sont un démarquage, de qualité toujours inférieure, de celles du Sud-oranais » (p. 193), région constituant pour l'auteur « le centre principal de l'art rupestre des régions présahariennes ». Certaines appartiennent à l'étage ancien de l'école bubaline de grandes dimensions, comme « l'Apollon des Ouled Naïl », d'autres sont plus récentes ou encore plus décadentes.
Regrettant « la méconnaissance de l'importance des rupestres du Sud Algérois » dans l'ouvrage de Lhote, P. Huard et L. Allard publient en 1976 dans Lybica (CRAPE, Alger) une importante étude sur Les figurations rupestres de la région de Djelfa, Sud Algérois. Les auteurs y recensent en les numérotant quarante-trois stations qui sont à quelques exceptions près situées à l'intérieur ou sur les bords d'un triangle formé au nord par la ville de Djelfa, au sud-ouest par le village de Sidi Makhlouf et au sud-est par la ville de Messaad.
Des travaux plus récents et complets sont connus notamment ceux de Malika Hachid (nombreux travaux de terrain, inventaires et publications depuis 1979), du Père François Cominardi (1979) et de J. Iliou (1980).

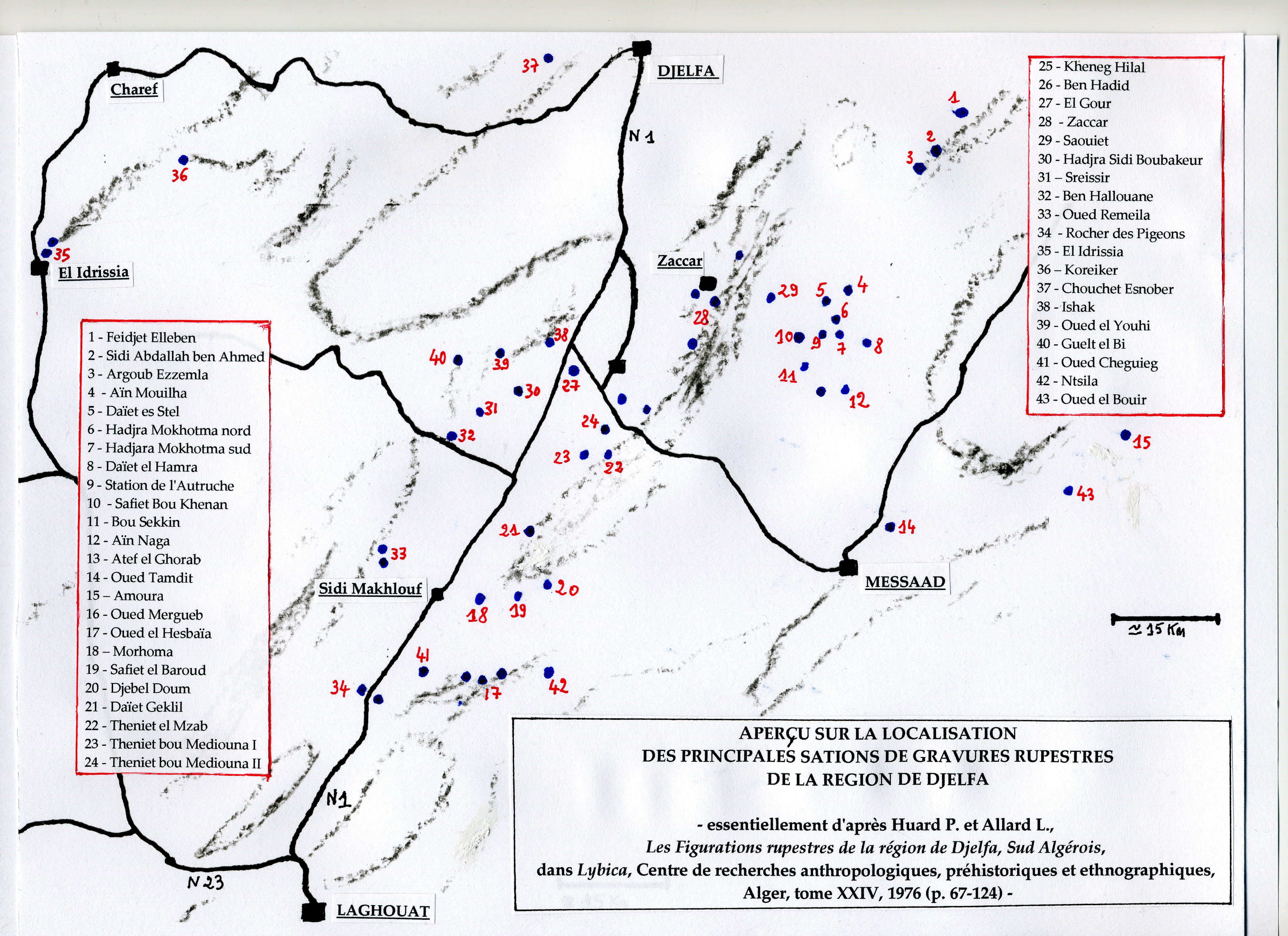

## Localisations
P. Huard et L. Allard recensent en 1976 43 stations.
Autour de la route de Djelfa à Laghouat (jusqu'au sud de Sidi Makhlouf) vingt-trois stations se trouvent indiquées : no 28 (Zaccar), 38 (Ishak), 39 (Oued el Youhi), 40 (Guelt el Bidha), 30 (Hadjra Sidi Boubakeur), 31 (Sreissir), 32 (Ben Hallouane), 27 (El Gour), 26 (Ben Hadid), 25 (Kheneg Hilal), 24 (Theniet bou Mediouna II), 23 (Theniet bou Mediouna I), 22 (Theniet el Mzab), 21 (Daïet Geklil), 16 (Oued Mergueb), 20 (Djebel Doum), 19 (Safiet el Baroud), 18 (Morhoma), 33 (Oued Remeila), 34 (Rocher des Pigeons), 41 (Oued Cheguieg), 17 (Oued el Hesbaïa), 42 (Ntsila). Trois stations sont de plus mentionnées à l'est de Djelfa : no 1 (Feidjet Elleben), 2 (Sidi Abdallah ben Ahmed), 3 (Argoub Ezzemla). Trois autres sites se trouvent à l'ouest : no 37 (Chouchet Esnober), 36 (Koreiker), 35 (El Idrissia).
Autour de la route de Djelfa à Messaad (par Moudjbara) douze stations se succèdent approximativement du nord au sud : no 29 (Saouiet), 4 (Aïn Mouilha), 5 (Daïet es Stel), 6 (Hadjra Mokhotma nord), 7 (Hadjara Mokhotma sud), 10 (Safiet Bou Khenan)), 9 (Station de l'Autruche), 8 (Daïet el Hamra), 11 (Bou Sekkin), 12 (Aïn Naga), 13(Atef el Ghorab), 14 (Oued Tamdit). À l'est de Messad sont mentionnées deux dernières stations : no 43 (Oued el Bouir) et 15 (Amoura).
Au milieu des années 1960 le Syndicat d'initiatives de Djelfa entreprend de recenser gravures et peintures de la région et le Père François de Villaret, qui accompagne les visiteurs, fait ainsi connaître en 1995 les œuvres d'une vingtaine de stations nouvelles, notamment celles d'Oued el Hesbaïa et d'Aïn Naga. Dans Siècles de steppe, jalons pour l'histoire de Djelfa, il recense en 1995 50 stations dont 19 nouvelles.
1. Zaccar (à 37 km au Sud de Djelfa), 2. Ain Naga (à 18 km au Sud de Djelfa), 3. Oued Hasbaya, 4. Sidi Boubekeur  (40 km au Sud de Djelfa, 20 km à l’Ouest d’Ain El Bell), 5. Theniet el-Mzab, 6. Bedhat Dholim (quelques kilomètres au sud du précédent), 7. Dayat Geckiil (au sud de l'Oued Tadmit), 8. Morhoma, 9. Safiet el-Baroud, 10. Djebel Doum, 11. Oued Zelledj, 12. Djebel Halouane, 13. Ragoubet el-Mazeg, 14. El-Gour, 15. Bel Hadid, 16. Kheneg Hilal, 17. El-Youhi, 17a. Gueit el-Beidha, 18. Ben Heriz, 19. Tramja, 20. El-Idrissia (anciennement Zenina), 21. Qoreyqer, 22. Kheneg et-Taga, 23. Feydjet el-Leben, 24. Sidi Abdallah ben Ahmed, 25. Argoub ez-ZemIa, 26. Dayat Mouilah, 27. Dayat es-Stel, 28. Oued Zegueyeg, 29. Hajrat er-Rebeg, 30. Hajra Mokhotma, 31. Oued Bou Zgima, 32. Dayat Hamra, 33. Oued Bou Dhebib, 34. Safiet Bou Rennane, 35. Saouiet, 36. Atef el-Ghoraba, 37. Bou Sekkine, 38. Ras el-Ahmar, 39. Theniet Bou Mediouna, 40. Oued Messad, 41. Oumm er-Rous, 42. Bouira (ou Oubeyra), 43. Amoura, 44. Madher Ghomra, 45. Guern Nouarine, 46. Oued Chegueyeb, 47. Rocher des Pigeons (Grar el-Ahmar), 48. Rouaguib Oulad Mimoun, 49. Blad Baghdach, 50. Oued Remeyiia.

## Descriptions
Les gravures se situent à proximité d'habitats, révélés par la présence de silex taillés et d'éclats, « échelonnés à divers niveaux ou au pied de falaises de grès rougeâtre dont la patine peut atteindre le noir, qui longent des djebels ou bordent des oueds. » Elles sont « réparties très généralement en petits groupes espacés », les frises monumentales ou les parois très chargées, comme celles d'Oued el Hesbaïa ou d'Aïn Naga, apparaissant « des exceptions » (P. Huard et L. Allard, p. 70).
Reconnaissant que les gravures de la région de Djelfa sont « semblables à celles du Sud-Oranais par les sujets et les techniques », P. Huard et L. Allard jugent cependant qu'« elles ont en propre un riche contenu culturel que révèlent notamment des buffles antiques porteurs d'attributs céphaliques et le fait que presque tous les ovins sont dotés de sphéroïdes classiques ou des cornages fermés en anneau qui en sont une stylisation postérieure » (p. 67). Selon eux « l'admission dans l'étage le plus ancien du Sud-Oranais des béliers à sphéroïde ne peut guère convenir dans le Sud-Algérois, où leurs figurations les plus achevées sont souvent associées à des hommes au vêtement évolué, tandis que d'autres, liés à des bœufs, sont d'époque clairement pastorale » (p. 71). En outre « l'étage “bovidien”, qui viendrait seulement en quatrième position dans le Sud-Oranais, où il présente un caractère “décadent”, est beaucoup plus développé dans le Sud-Algérois ». Relevant que des indices « montrent que dans les deux secteurs, son origine serait nettement plus ancienne », Huard et Allard préfèrent parler « d'un étage pastoral de longue durée avec des moutons et des bœufs » (p. 71).

## Quelques stations

### Djebel Ben Halouane
Inscrit sur l’inventaire le 13/07/2009, la Station de Djebel Ben Halouane. Signalée par Gintzberger en 1974, cette station se trouve à 30 km au sud–est de Ain el Ibel et à 6 km de Tadmit, sur un grand rocher en grès au pied d’une colline, un buffle antique est gravé mesurant plus d’un mètre appartenant d’après son style d’exécution à la plus ancienne période de l’art rupestre, à savoir le bubalin monumental. Des éclats en silex et des tessons de céramiques ont été signalés aux alentours de ce rocher.

### Guelta El Beida
Station de petite importance vu le peu de gravures qu’elle contient. Située à 10 km au Nord de Tadmit et 20 km à l’ouest de Ain El Bel, elle présente deux gravures animales exécutées dans un style naturaliste sur une paroi en mauvais état de conservation. Autour de cette dernière, on trouve des éclats de silex et des tessons d’œufs d’autruche du néolithique. Mais le site a apparemment subi des pillages à travers le temps.

### Morhoma.
Signalée en 1965, elle porte le nom local de Dayet ed Deder, et se localise sur la route de Djelfa – Laghouat à 5 km avant Sidi Makhlouf, à 500m du village de Morhoma. Plusieurs rochers éparpillés et sur l’un d’eux deux béliers dont l’un est de style naturaliste à sphéroïde exécuté avec une technique à contour poli évoquant la période bubaline. Une autre paroi à gauche porte des contours de sandales et des incisions ainsi qu’un personnage à tète ronde et de corps quadrangulaire. Sur les autres rochers des alentours d’autres gravures de différentes périodes et de différents styles, l’une d’elles représente un félin de style de Djattou ; le tout d’une qualité médiocre, dû peut être à la mauvaise qualité de la paroi.

### Safiet El Baroud
Découverte en 1970, cette station se situe à l’Est de Sidi Makhlouf à environ 10 km à vol d’oiseau. Sur une paroi d’un abri sous roche des petites gravures représentant des équidés et des asiniens réalisés avec différentes techniques, certaines sont polis, d’autres piquetés. Plus à gauche des mammifères à cornes ramifiées qui pourraient être des cerfs. D’autres gravures sont exécutées à l’extrémité est de la falaise représentant deux buffles antiques exécutées avec un contour piqueté appartenant à la période bubaline sub-naturaliste. Non loin de là, sur une paroi une représentation peinte à l’encre rouge unique en son genre dans l’Atlas saharien, de nombreux sujets parmi lesquels : un char, le guerrier au javelot et au bouclier rond, un char attelé, un dromadaire, un bovidé attaqué par un lion ainsi que des inscriptions verticales. Cette fresque est de contexte libyco- berbère schématique.

### Sreisser
Découverte en 1966 par de Villaret et Blanchard, elle se situe à 20 km de Ain el Ibel et 12 km de Tadmit. Sur une piste à 3 km environ de la route, on remarque une butte avec un grand rocher à son extrémité. Sur l’une de ses parois est gravé un bélier dont la tête et les pieds sont abimés et exécutés avec des traits polis avec une patine foncée attestant de son ancienneté et son appartenance à l’étage bubalin de grande dimension. Autour de cette butte et aux abords de cette paroi de l’outillage.

## Interprétations

### «L'étage des chasseurs»

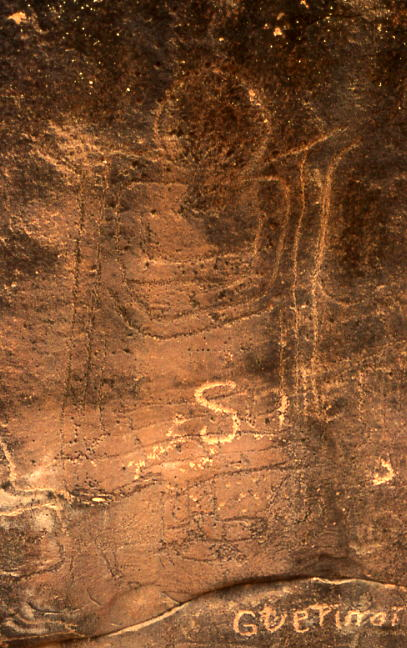
Hadjra Sidi Boubakeur

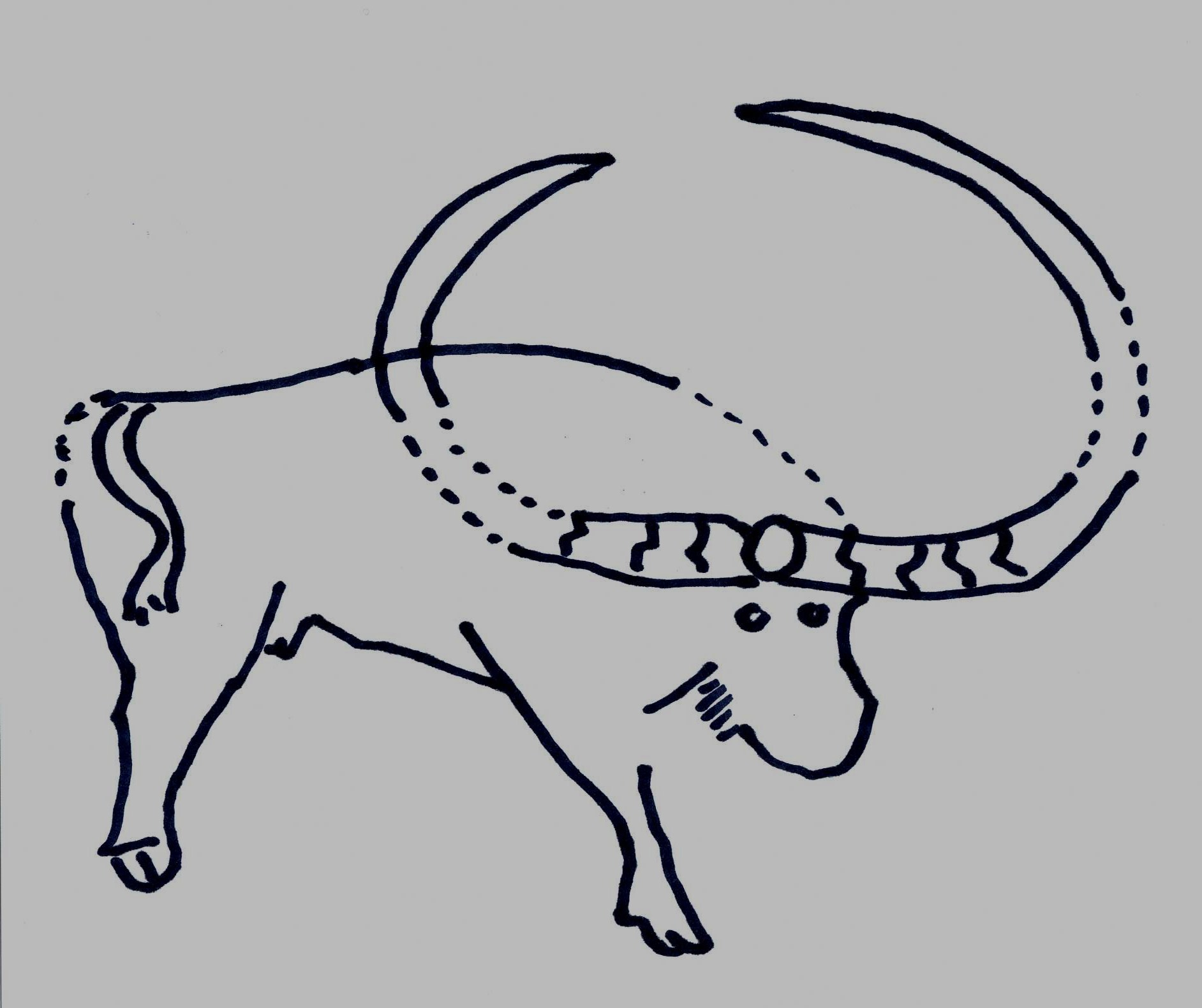
Bubale, Daïet es Stel

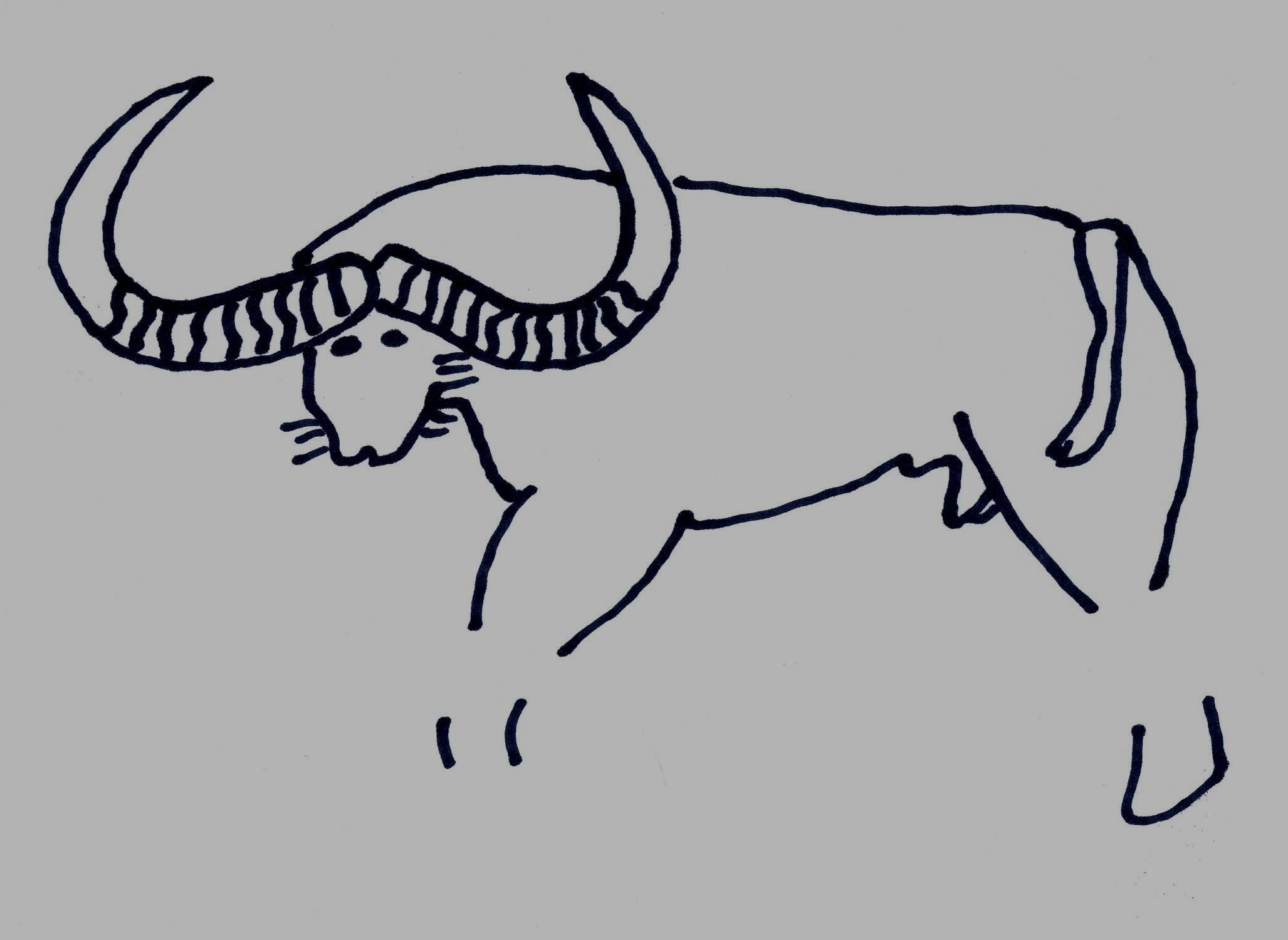
Bubale, Oued el Hesbaïa

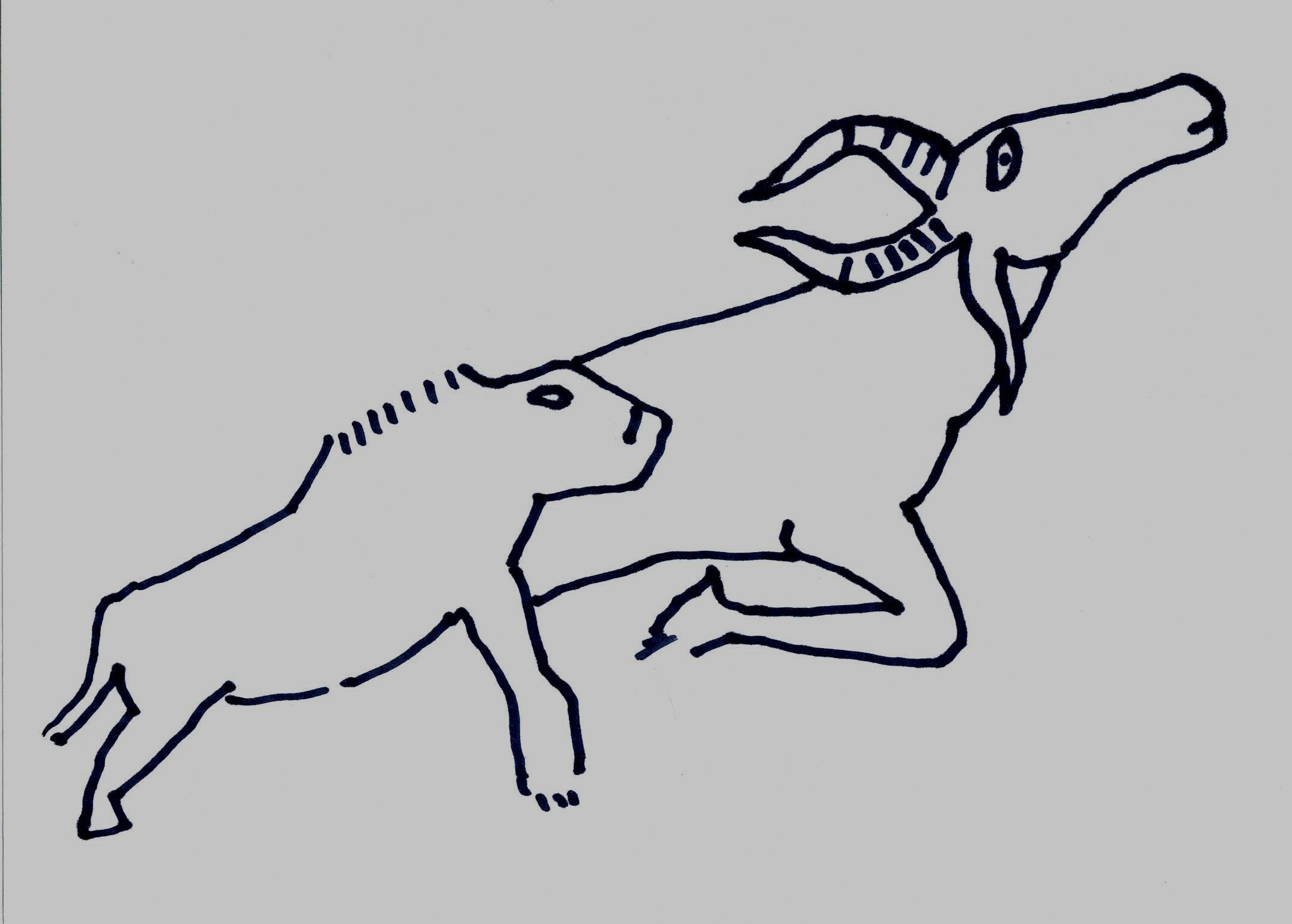
Lion et antilope, Zaccar

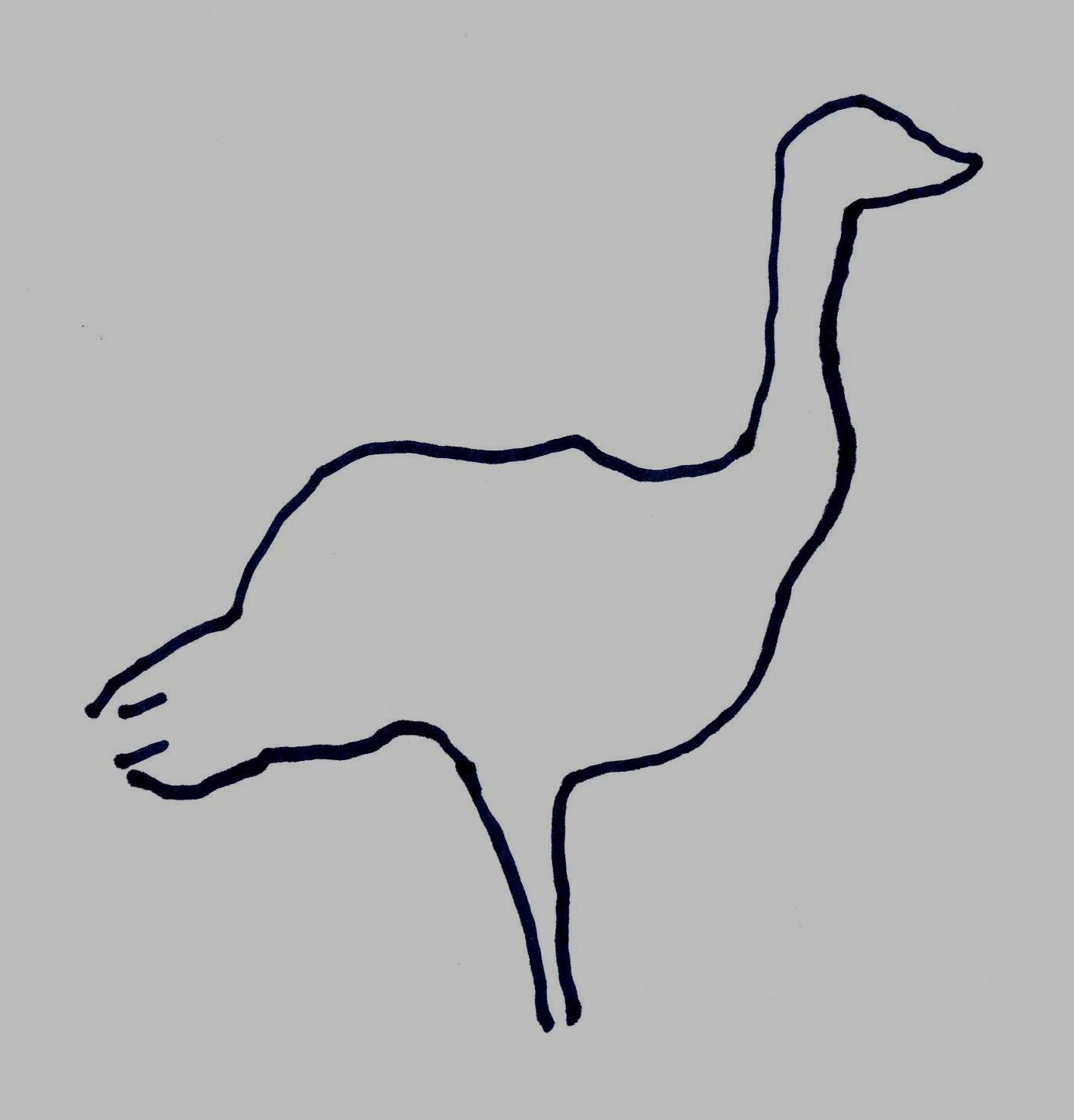
Autruche, Hadjrat Sidi Boubaker

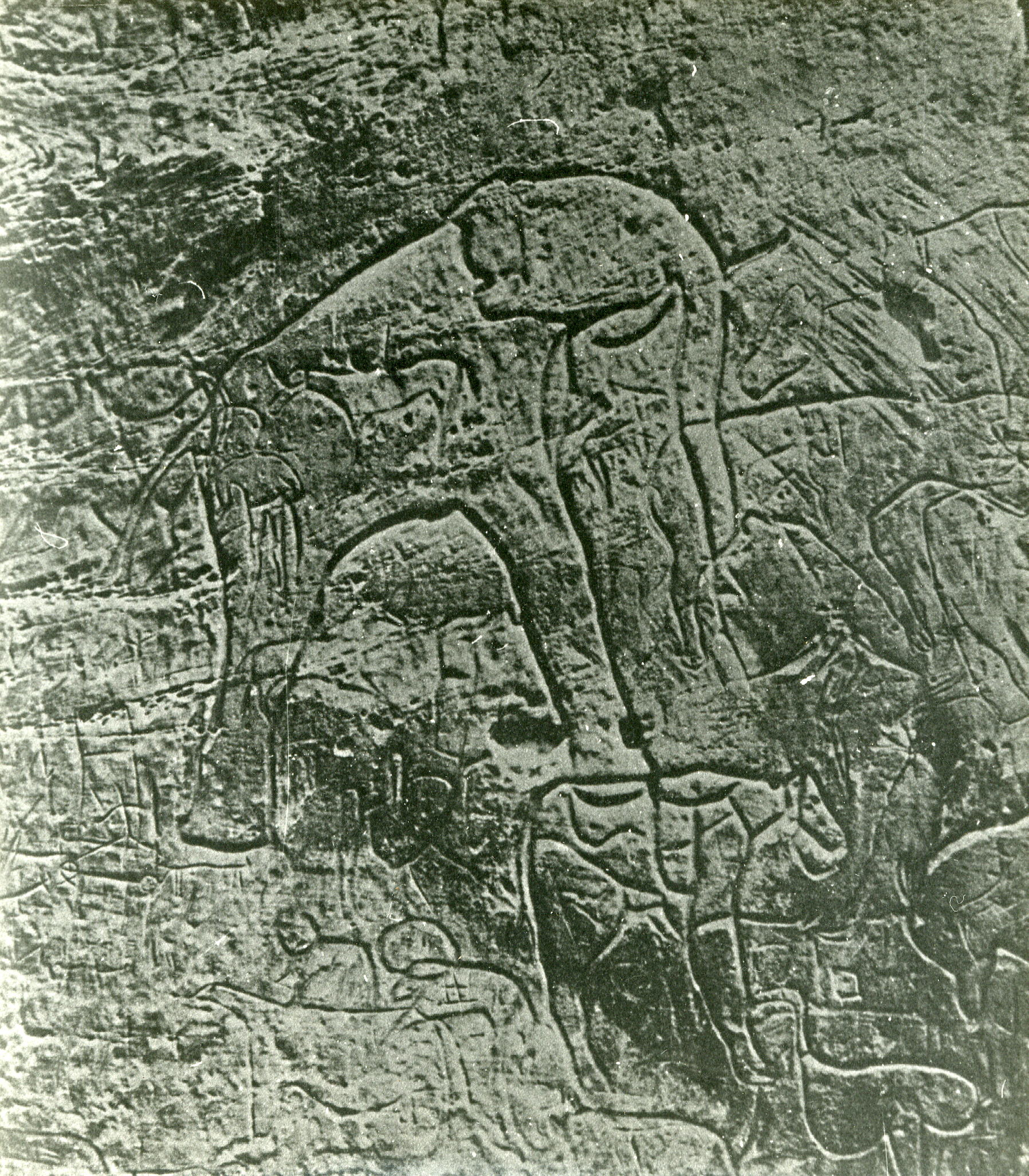
Oued el Hesbaïa

Dans l'étage des chasseurs les auteurs rassemblent les figurations de la grande faune sauvage : buffles antiques (ou bubales antiques, Syncerus antiquus), éléphants, rhinocéros, lions, autruches et personnages humains.
Sur les dix-sept buffles recensés dans la région, douze appartiennent au grand art naturaliste et sont semblables à ceux du Sud-Oranais. Ils sont localisés à Oued el Hesbaïa (frise de trois buffles, dont l'un de plus de deux mètres), Aïn Naga (deux buffles en file), la Station de l'Autruche (buffle de 1,50 m surmonté d'un disque évidé), Djebel Doum (buffle de 2,35 m dont la corne gauche supporte un « attribut semi-circulaire allongé »), Safiet el Baroud, Hadjra Mokhotma nord (buffle de 2,63 m dont un homme semble toucher le cornage), Kheneg  Hilal (buffle d'1,20 m) et Ben Hallouane.
Grands, moyens ou petits, vingt-deux éléphants semblent appartenir à plusieurs époques. Les plus grands (1 à 2 m), de style naturaliste, se rencontrent à Aïn Naga, Theniet bou Mediouna I, Oued Remeilia, Aïn Mouilha, Oued el Hesbaïa (où le « panneau des éléphants », accumulation de figurations superposées au long des siècles, en présente six), Safiet Bou Khenan, Zaccar, Feidjet Elleben et Bou Sekkin.
Sept rhinocéros, de qualité moindre et souvent de style décadent, sont répartis en cinq stations, à Oued Remeila (le plus ancien), Feidjet Elleben, Bou Sekkin, Aïn Naga, Oued el Hesbaïa.
Neuf représentations d'antilopes bubales (Bubalis alcelaphus boselaphus) sont de style naturaliste. La plus célèbre est celle de Zaccar, dévorée par un lion (1,50 m de longueur). Une scène analogue se rencontre à Daïet el Hamra. À Hadjra Mokhotma nord l'animal est retenu par un piège circulaire. D'autres antilopes ont été gravées à Safiet el Baroud, Theniet el Mzab, Feidjet Elleben. Nombreuses sont par ailleurs les figurations d'antilopidés, souvent de petites dimensions et stylisées, comme celles de Sidi Abdallah ben Ahmed et Safiet bou Khenan, apparentées au style dit de Tazina, répandu dans le Sud-Oranais.
Au nombre de dix-huit les lions représentés peuvent être classés en trois ensembles : « lions naturalistes de profil, trois fois en action de chasse »  (Oued el Hesbaïa, Zaccar, Daïet el Hamra, Hadjara Mokhotma nord, Oued Remeilia), « lions d'assez grandes dimensions, à tête de face stylisée et corps de profil », « de style et de facture indigents », « tardifs par rapport aux prototypes du Sud-Oranais » (Djebel Doum, Kheneg Hilal, Hadjra Mokhotma sud), « félins plus petits, au trait léger et généralement tardifs », « de style et facture médiocres » (pp. 81-85).
Les autruches, assez nombreuses, sont, à l'exception des représentations de Safiet bou Khenan, et d'Oued el Hesbaïa « d'une qualité généralement pauvre ». Les sangliers, en groupe de trois, sont au contraire rares, limités aux stations d'El Idrissia (ensemble disparu) et de Sreissir,
Les figurations humaines sont au nombre d'une quarantaine, notamment à Oued el Hesbaïa, El Gour, Theniet bou Mediouna II, Aïn Naga, Daïet es Stel, Oued Remeilia, Safiet bou Khenan, Hadjra Mokhotma sud, Ben Hadid. Les auteurs y appliquent la grille des « vingt-cinq traits matériels ou de valeur psychique de la culture des chasseurs » qu'ils ont dégagée « sur le Nil et dans divers secteurs sahariens » (p. 85). Ils relèvent ainsi des représentations d'hommes sous des peaux de bête, le port de queues postiches et de protections phalliques, de masques, la présence de figurations ithyphalliques et d'hommes touchant des animaux (buffle, antilopes et éléphant à Hadjra Mokhotma nord, Theniet bou Mediouna II et Bou Sekkin). Parmi les armes ils recensent des arcs, des armes longues et courbes, des massues, une hache et un bouclier. Plusieurs pièges sont également figurés ainsi que des mains (une cinquantaine en sont gravées côte à côte à Hadjrat Sidi Boubakeur). Ainsi, « tous les traits culturels des Chasseurs sont attestés dans la région de Djelfa, sauf le lasso et la spirale, qui sont en revanche fortement représentés au Tassili dans le secteur d'Oued Djerat » (p. 93).

### Préliminaires à la domestication

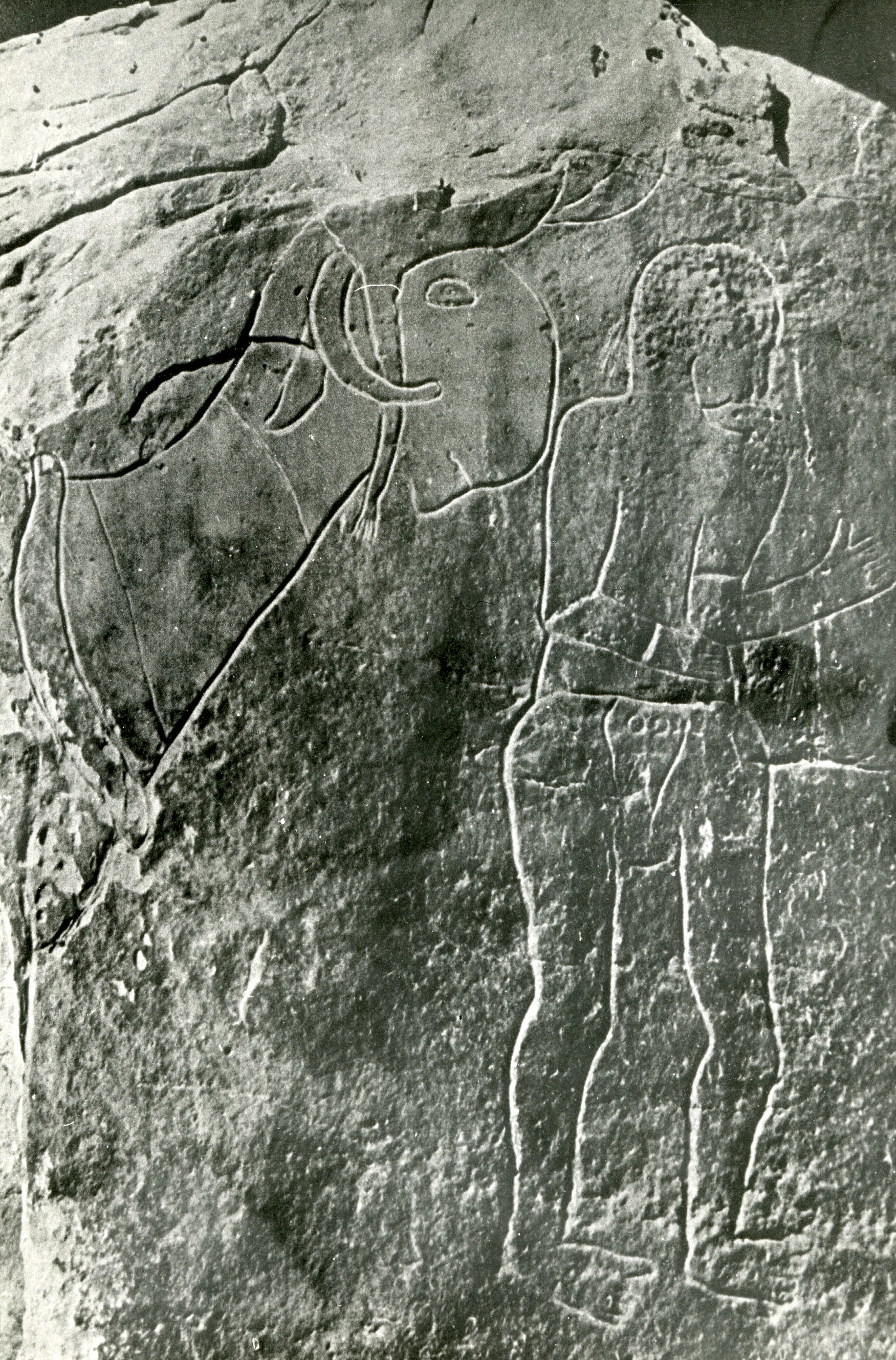
Aïn Naga, bélier et figuration humaine (H: 135 cm)

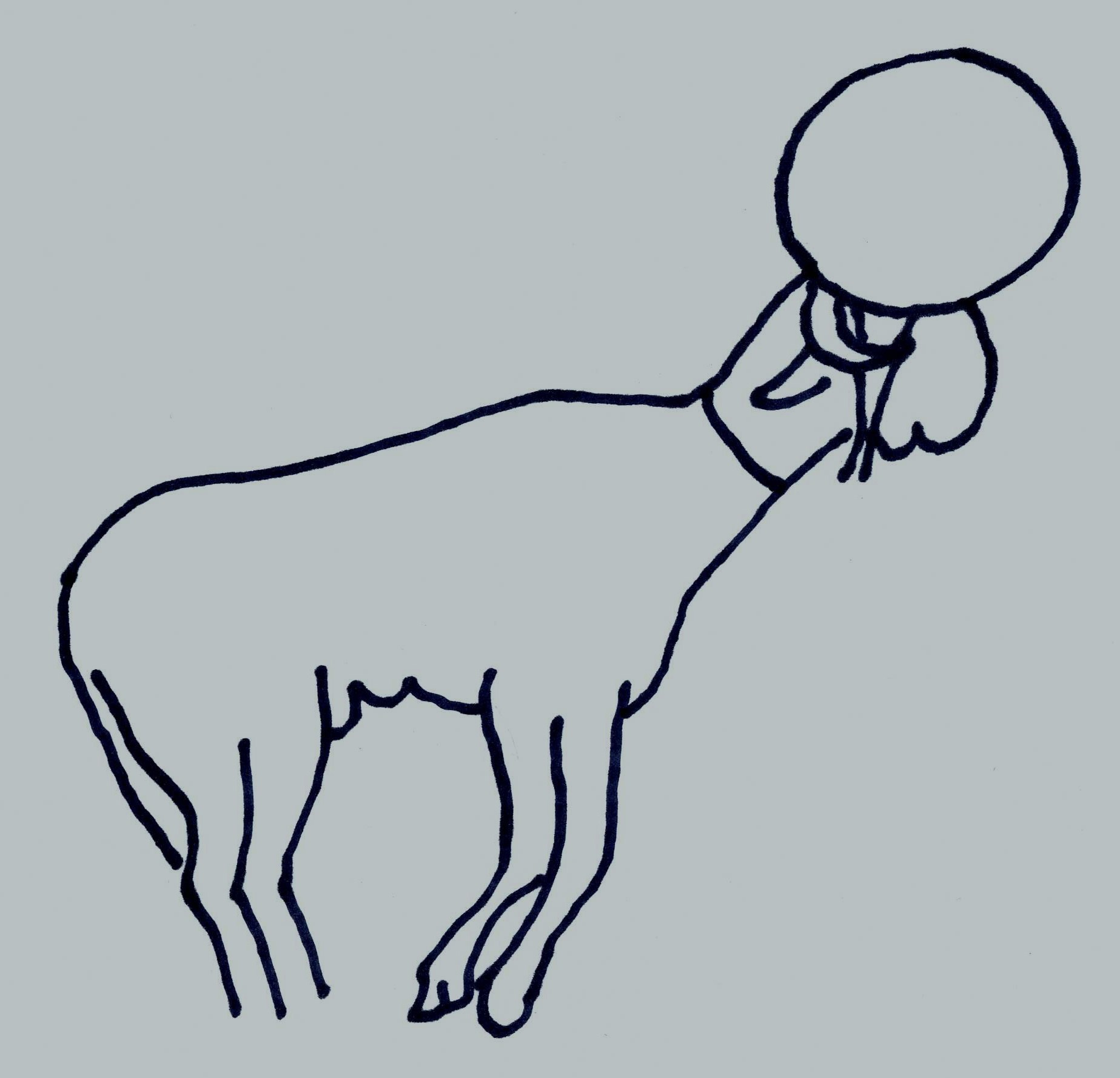
Hadjrat Sidi Boubakeur, bélier

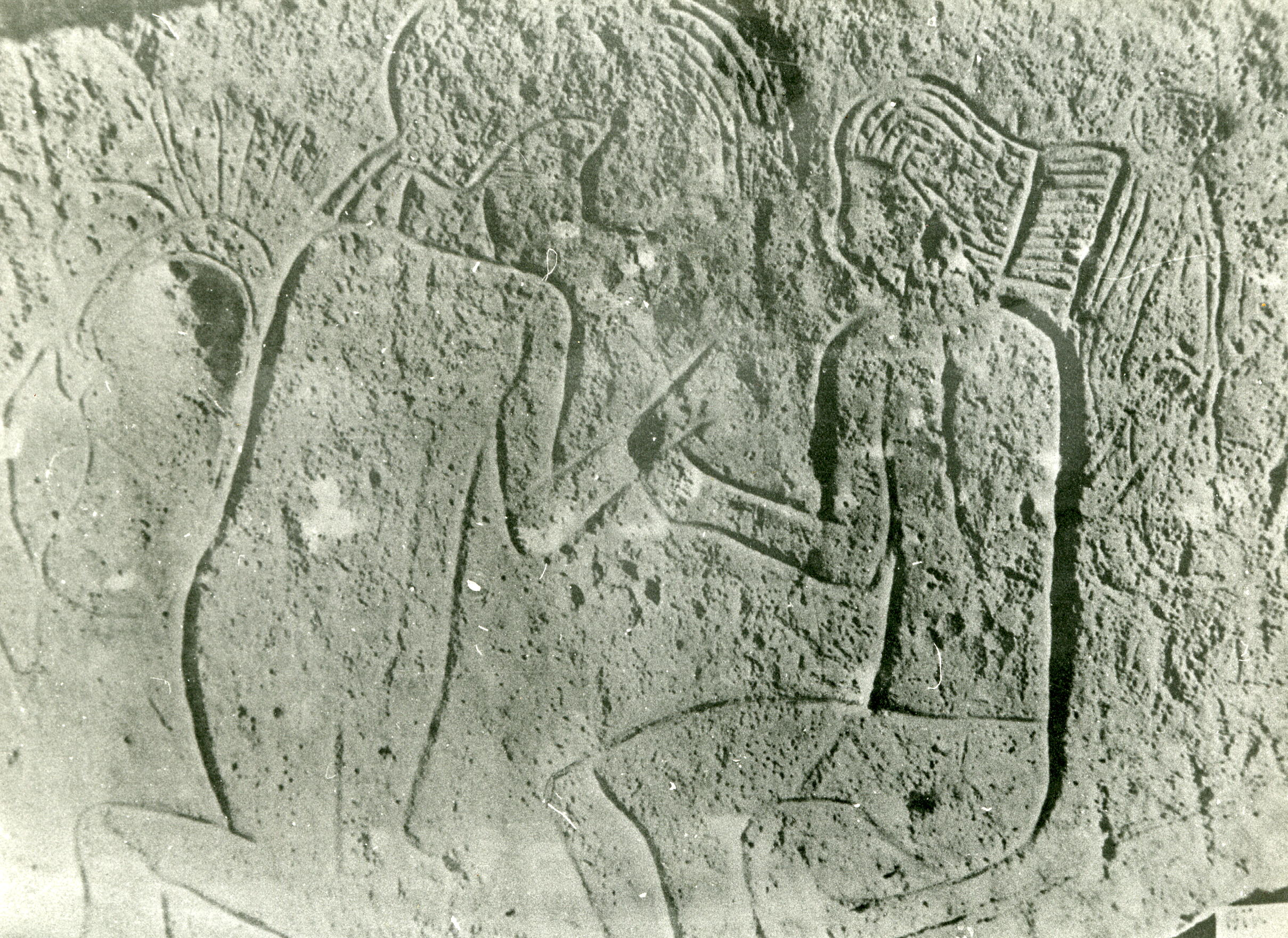
Aïn Naga, gravure dite des amoureux timides

Plusieurs antilopes et bœufs portent des traces d'appropriation humaine, en particulier des colliers. Mais c'est surtout une trentaine de figurations de béliers qui se rattachent à des Pasteurs plutôt qu'à des Chasseurs, s'étalant « sur une longue période allant jusqu'à une phase avancée de la domestication » (p. 97). Huit d'entre eux sont des béliers à sphéroïde, dont cinq associés à des figurations humaines (Aïn Naga, Daïet es Stel, Oued el Hesbaïa, Saouiet). C'est dans cet ensemble que se placent certains des chefs-d'œuvre les plus célèbres de la région, tel le bélier d'Aïn Naga, d'environ deux fois la grandeur nature, découvert par le Père F. de Villaret en 1965 et publié par le Syndicat d'initiative de Djelfa. L'animal, qui porte un sphéroïde encadré de plumes, un pendant de joue et un collier à chevrons, est précédé d'un homme qui lui tourne le dos, figuré de trois-quarts, les avant-bras relevés et vêtu d'un cache-sexe à boutons ronds, orné de bracelets. Sa coiffure retombe sur la nuque en trois mèches.
Paul Huard et Léone Allard-Huard précisent par ailleurs que les béliers à attributs, loin d'être confinés dans le Sud-Oranais (41 béliers connus en 1970, 10 portant des sphéroïdes, 2 des attributs foliacés, 12 des colliers et 4 ayant les cornes relevées en arc de cercle au-dessus de la tête), sont nombreux dans le Sud-Algérois, où 10 présentant des sphéroïdes et souvent des pendants de joue, jugulaires ou colliers, ont été recensés par leurs soins.
D'autres ovins, parfois munis de colliers, présentent des cornages fermés en anneau ou des disques (seules quatre représentations ne présentent qu'un collier ou apparaissent sans attribut). À Hadjra Sidi Boubakeur un groupe composé d'un bélier, d'une brebis et d'un grand bœuf dénote « une domestication bien établie » (p. 106). D'autres béliers sont visibles à Khenneg Hilal, Oued el Hesbaïa, Safiet bou Khenan, Theniet el Mzab, Hadjra Mokhotma et Aïn Naga.
Les gravures rupestres de la région de Djelfa présentent de grands bœufs naturalistes (Zaccar) ou subnaturalistes (Bou Sekkin), les autres étant d'époque pastorale. Leurs cornages sont également fermés en anneau et ils portent parfois des dispositifs en segments de cercle ou tapis qui sont peut-être des moyens de portage (Hadjra Sidi Boubakeur, Teniet el Mzab, Hadjra Mohkotma, Ben Hadid, Bou Sekkin, Safiet bou Khenan et Oued Mergueb).
Des « scènes pastorales », associant souvent hommes et animaux, se rencontrent à Hadjra Sidi Boubakeur, Hadjra Mohkotma sud, Aïn Mouilha (hommes à « bandes molletières »), Morhoma, Daïet es Stel et Zaccar. D'autres figurations humaines significatives, ithyphalliques et femmes ouvertes, se situent à Safiet bou Khenan, Theniet bou Mediouna II et Daïet el Hamra. À Theniet el Mzab se trouve encore la célèbre gravure d'un homme à coiffure trilobée et plastron rectangulaire et à Aïn Naga celle des « amoureux timides », dans laquelle l'homme porte un objet en forme de haricot, bouclier ou carquois surmonté de flèches (comme dans le Sud-Oranais à Khreloua), une coiffure ou un casque avec une touffe jetée en avant et trois mèches tombant sur la nuque (détail que l'on retrouve à Aïn Naga comme dans le Sud-Oranais) tandis que la femme présente une chevelure soigneusement coiffée, maintenue en arrière par une barrette.
On trouve également parmi les gravures de la région de Djelfa des canidés et des équidés d'époques différentes.
Par ailleurs trois sites de peintures rupestres ont été localisés à Djebel Doum, Zaccar sud (plusieurs archers, personnage peut-être féminin et tortues) et Hadjra Mokhotma sud.
En 1968 des éléments d'industrie lithique appartenant au Capsien ont été trouvés en place par D. Grébénart à Aïn Naga et datées de 5500 ± 220 av. J.-C.

## Découvertes
Dans son édition du 3 mars 1980 (p. 5), le quotidien algérien « El Moudjahid » annonce la découverte de deux nouveaux sites. Le premier, au lieu-dit « Regoubat Hariz », dans la région de Tramja, à 65 km environ au sud-ouest de Djelfa, présente sur l'une des parois d'un monticule un animal cornu, sur une autre une série de quatre bubales dont deux superposés et une autruche. Le second, au lieu-dit « Dir El Hadj Tayeb », montre une fresque d'une demi tête de bubale aux énormes cornes, deux béliers à sphéroïde et une antilope.

## Sources
- Huard P. et Allard L., Les Figurations rupestres de la région de Djelfa, Sud Algérois, dans Lybica, Centre de recherches anthropologiques, préhistoriques et ethnographiques, Alger, tome XXIV, 1976 (pp. 67-124) [avec une carte et, en annexe, un « répertoire analytique des stations rupestres de la région de Djelfa » résumant pour chaque station l'essentiel des figures].

## Articles connexes

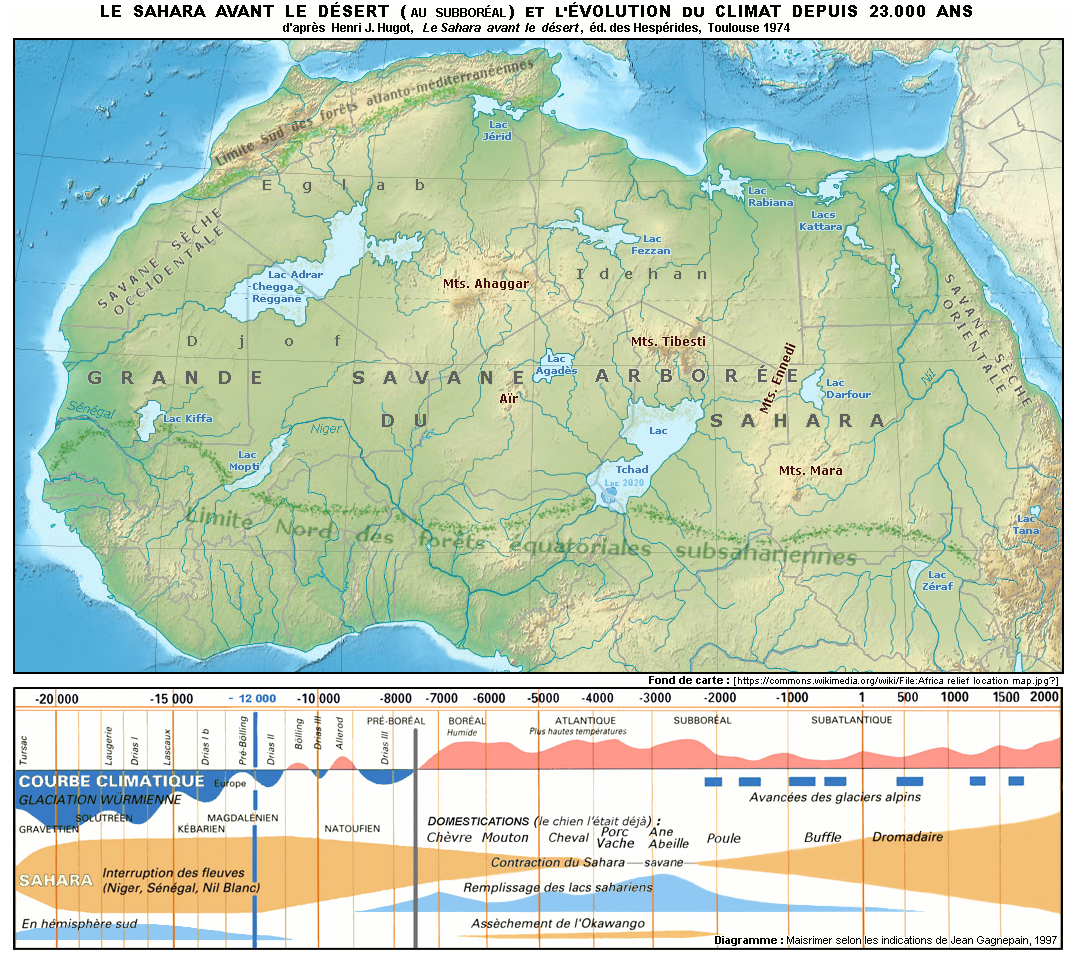
Le « Sahara vert » : la végétation était de type savane arborée et la faune, attestée par les restes fossiles et l'art rupestre, comprenait des autruches, des gazelles, des bovins, des girafes, des rhinocéros, des éléphants, des hippopotames, des crocodiles…